# Регіональна історія України
«Регіональна історія України» — збірник наукових праць Інституту історії України НАН України та його структурного підрозділу — відділу історичної регіоналістики. Видання репрезентує сучасні методологічні підходи до осмислення часових пластів і просторових топосів, діалектики центр-периферійних відносин, пошуку «територіальних» альтернатив традиційним наративістським підходам.
Видається з 2007. Головний редактор — академік НАН України В.Смолій, відповідальний редактор — доктор історичних наук Я.Верменич. Періодичність виходу — 1 раз на рік. У щорічнику поряд із вітчизняними науковцями співпрацюють учені РФ та Польщі. Станом на 2011 вийшло друком 5 випусків.
Профіль збірника підпорядкований завданням концептуалізації регіоналістики історичної як міждисциплінарного наукового напряму, зосередженого на осмисленні регіональної специфіки в просторовому вимірі і в історичній ретроспективі. Має постійні рубрики: теоретико-методологічні проблеми регіональної історії, проблеми регіоналізму та локалізму в науковому дискурсі, ретроспективне дослідження територіального устрою, історична урбаністика.
Головна увага авторів приділяється оновленню термінологічного арсеналу регіональних і краєзнавчих досліджень, осмисленню світового й вітчизняного досвіду регіонального моделювання, у т. ч. критеріїв адміністративно-територіального поділу, розмежуванню інтелектуальних полів регіоналістики, нової локальної історії, мікроісторії, історії повсякдення, історії пограниччя тощо. Помітне місце на сторінках щорічника займають питання історичної урбаністики з акцентом на осмисленні генетичних механізмів виникнення, розвитку, функціонування міського способу життя й відповідної культури, а також проблем міського літочислення.
Електронна версія щорічника розміщена на вебсторінці Інституту історії України НАН України: http://www.history.org.ua.